# Андрианов, Константин Семёнович
Константин Семёнович Андрианов (1 ноября 1908 — 5 августа 1980) — советский хозяйственный, государственный и политический деятель.

## Биография
Родился в 1908 году в селе Ягодное, сын сельского учителя. Член КПСС.
В 1926 году окончил среднюю школу второй ступени и поступил в Москве в Сельскохозяйственную академию на отделение агрохимии и почвоведения.
Студентом в 1929 году работал химиком-аналитиком в Памирской экспедиции НИИ удобрений НКМП (Москва). По окончании академии в 1930 г. был направлен в Ферганскую геолого-поисковую партию того же НИИ в качестве почвоведа. Ему пришлось замещать заболевшего начальника партии и писать предварительный отчёт о проделанной работе.
В следующем году в Ленинграде прошёл переквалификацию на специальность геолога на Высших геологических курсах и до 1940 г. работал в НИИ удобрений в полевых геолого-поисковых партиях: геолог, старший геолог, начальник партии (изучение месторождений фосфоритов, вивианита, селитры и других полезных ископаемых в Ср. Азии, Закавказье, Белоруссии, Забайкалье, Якутии).
С 1940 по 1957 г. по договору с Дальстроем работал в Якутии в Индигирском (с 1947 Верхне-Индигирском) геологоразведочном управлении в должностях геолога, начальника партий, заместителя главного геолога, главного геолога (разведка месторождений золота, олова, вольфрама).
С 30 апреля 1958 по март 1963 года в Геологическом институте Казанского филиала АН СССР (будущий ФГУП «ЦНИИгеолнеруд»), выполнил ряд работ по четвертичным отложениям Татарской АССР и Волго-Камского края, составил карты, изучил месторождения гравия, формовочных и строительных песков.
С марта 1963 г. на пенсии по состоянию здоровья.
Награждён орденами «Знак Почёта» (24.02.1945) и Ленина (30.08.1951), медалью «За Победу над Германией в Великой Отечественной войне 1941—1945 гг.» (21.03.1946).
Избирался депутатом Верховного Совета СССР 4-го созыва (1954).
Умер в 1980 году.
Решением Усть-Нерского поселкового Совета народных депутатов за № 66 от 23.10.1980 его именем названа одна из улиц рабочего поселка Усть-Нера.
Жена — Абакумова Антонина Михайловна, дети Инна и Владимир.